# Roberto Alomar
Roberto Alomar Velázquez (ur. 5 lutego 1968) – portorykański baseballista, który występował na pozycji drugobazowego przez 17 sezonów w Major League Baseball, syn SAndy’ego Alomara.
Alomar podpisał kontrakt jako wolny agent z San Diego Padres w 1988 roku i początkowo grał w klubach farmerskich tego zespołu, między innymi w Las Vegas Stars, reprezentującym poziom Triple-A. W MLB zadebiutował 22 kwietnia 1988 w meczu przeciwko Houston Astros, w którym zaliczył uderzenie. W 1990 po raz pierwszy wystąpił w Maczu Gwiazd, zaś rok później po raz pierwszy otrzymał Złotą Rękawicę.
W grudniu 1990 w ramach wymiany zawodników przeszedł do Toronto Blue Jays, z którym dwukrotnie zwyciężył w World Series (w 1992 i 1993 roku); w 1992 został wybrany najbardziej wartościowym zawodnikiem American League Championship Series. 
W grudniu 1995 jako wolny agent podpisał kontrakt z Baltimore Orioles. Podczas All-Star Game w 1998, zaliczając trzy uderzenia (w tym home runa), RBI, skradzioną bazę i zdobywając dwa runy, został wybrany MVP tego meczu. Grał jeszcze w Cleveland Indians, New York Mets, Chicago White Sox, Arizona Diamondbacks i ponownie w Chicago White Sox, w którym zakończył karierę. 
W 2011 został uhonorowany członkostwem w Baseball Hall of Fame. 
| Nagroda/wyróżnienie              | Lata                                                                   | Źródło      |
| 12× All-Star                     | 1990, 1991, 1992, 1993, 1994, 1995, 1996, 1997, 1998, 1999, 2000, 2001 | [ 1 ]       |
| All-Star Game MVP                | 1998                                                                   | [ 9 ]       |
| 10× Gold Glove Award             | 1991, 1992, 1993, 1994, 1995, 1996, 1998, 1999, 2000, 2001             | [ 1 ]       |
| 4× Silver Slugger Award          | 1992, 1996, 1999, 2000                                                 | [ 11 ]      |
| 2× zwycięzca w World Series      | 1992, 1993                                                             | [ 6 ] [ 7 ] |
| ALCS MVP                         | 1992                                                                   | [ 8 ]       |
| Baseball Hall of Fame            | od 2011                                                                | [ 10 ]      |
| # 12 zastrzeżony przez Blue Jays | 2011                                                                   | [ 12 ]      |